# Peritropis
Peritropis is een geslacht van wantsen uit de familie van de Miridae (Blindwantsen). Het geslacht werd voor het eerst wetenschappelijk beschreven door Uhler in 1891.

## Soorten
Het genus bevat de volgende soorten:

- Peritropis adusta Moulds & Cassis, 2006
- Peritropis advena Kerzhner, 1972
- Peritropis africana Poppius, 1912
- Peritropis albaspecca Moulds & Cassis, 2006
- Peritropis amazonica Wolski & Henry, 2012
- Peritropis amphicryta Wolski & Henry, 2012
- Peritropis annulicornis Poppius, 1909
- Peritropis aotearoae Gorczyca & Eyles, 1997
- Peritropis armillarius Schmitz, 1970
- Peritropis basseti Moulds & Cassis, 2006
- Peritropis bicolor Gorczyca, 1999
- Peritropis botswanica Gorczyca, 2000
- Peritropis bruneica Wolski & Gorczyca, 2007
- Peritropis carpinteroi Wolski & Henry, 2012
- Peritropis carvalhoi (Wolski & Henry, 2012)
- Peritropis conspersa Wolski & Henry, 2012
- Peritropis cornata Wolski & Henry, 2012
- Peritropis crassicornis Poppius, 1912
- Peritropis electilis Bergroth, 1920
- Peritropis ernsti Gorczyca, 2006
- Peritropis gorczycai Wolski & Henry, 2012
- Peritropis granulosa Gorczyca, 2000
- Peritropis graziae Chérot, Gorczyca, Schwartz & Demol, 2017
- Peritropis gressitti Carvalho, 1956
- Peritropis guamensis Carvalho, 1956
- Peritropis guarani Wolski & Henry, 2012
- Peritropis guentheri Gorczyca & Wolski, 2007
- Peritropis hasegawai Yasunaga, 2000
- Peritropis heissi Gorczyca, 2006
- Peritropis husseyi Knight, 1923
- Peritropis insularis Yasunaga, 2000
- Peritropis iriomotensis Yasunaga, 2000
- Peritropis izyai Wolski & Henry, 2012
- Peritropis javanica Poppius, 1909
- Peritropis kerzhneri Gorczyca, 2000
- Peritropis kodava Yeshwanth, Chérot, Gorczyca & Wolski, 2016
- Peritropis kotejai Gorczyca, 1997
- Peritropis lewisi (Distant, 1904)
- Peritropis linnavuorii Gorczyca, 2000
- Peritropis listeri (Izzard, 1936)
- Peritropis lugubris Poppius, 1909
- Peritropis macrotricha Gorczyca, 2000
- Peritropis maculicornis Linnavuori & Al-Safadi, 1993
- Peritropis maculisparsa Gorczyca, 2000
- Peritropis magna Gorczyca, 2000
- Peritropis malawiana Gorczyca, 2000
- Peritropis marmorea Wolski & Henry, 2012
- Peritropis minor Gorczyca & Chlond, 2005
- Peritropis minuta Gorczyca, 2000
- Peritropis monikae Gorczyca, 1998
- Peritropis nicaraguensis Wolski & Henry, 2012
- Peritropis nigeriae Gorczyca, 2003
- Peritropis nigra Gorczyca, 2003
- Peritropis nigripennis Bergroth, 1920
- Peritropis nilotica Gorczyca, 2000
- Peritropis novocaledonicus Gorczyca, 1997
- Peritropis obscurella Gorczyca, 1998
- Peritropis pathaki Yeshwanth, Chérot, Gorczyca & Wolski, 2016
- Peritropis phalaroptera Moulds & Cassis, 2006
- Peritropis pierrardi Gorczyca, 2000
- Peritropis plaumanni Wolski & Henry, 2012
- Peritropis ponapensis Carvalho, 1956
- Peritropis popovi Gorczyca, 2006
- Peritropis poppiana Bergroth, 1918
- Peritropis postlei Moulds & Cassis, 2006
- Peritropis punctatus Carvalho & Lorenzato, 1978
- Peritropis pusillus Poppius, 1915
- Peritropis roebucki Moulds & Cassis, 2006
- Peritropis rostrata Gorczyca, 2000
- Peritropis rugulosa Gorczyca, 2000
- Peritropis rynskii Gorczyca, 2000
- Peritropis saldaeformis Uhler, 1891
- Peritropis sangai Yeshwanth, Chérot, Gorczyca & Wolski, 2016
- Peritropis schaeferi Gorczyca, 2000
- Peritropis schaffneri Wolski & Henry, 2012
- Peritropis schmitzi Gorczyca, 2000
- Peritropis scutellata Wolski & Henry, 2012
- Peritropis selene Linnavuori, 1994
- Peritropis setosicornis Bergroth, 1920
- Peritropis similis Poppius, 1909
- Peritropis smreczynskii Gorczyca, 2000
- Peritropis stoebieckii Wolski & Henry, 2012
- Peritropis stysi Gorczyca, 2000
- Peritropis sulawesica Gorczyca, 2006
- Peritropis suturella Poppius, 1914
- Peritropis takahashii Yasunaga, 2000
- Peritropis takahasii Yasunaga, 2000
- Peritropis tanzanica Gorczyca, 1999
- Peritropis thailandica Gorczyca, 2006
- Peritropis tuberculatus McAtee & Malloch, 1924
- Peritropis turrialba Wolski & Henry, 2012
- Peritropis unicolor Carvalho & Rosas, 1965
- Peritropis vanharteni Linnavuori & Gorczyca, 2002
- Peritropis venezuelaensis Wolski & Henry, 2012
- Peritropis waclawi Gorczyca, 2015
- Peritropis wilsoni Linnavuori & Gorczyca, 2002
- Peritropis yapensis Carvalho, 1956
- Peritropis yasunagai Yeshwanth, Chérot, Gorczyca & Wolski, 2016